# 148e méridien est
En géographie, le 148e méridien est est le méridien joignant les points de la surface de la Terre dont la longitude est égale à 148° est.

## Géographie

### Dimensions
Comme tous les autres méridiens, la longueur du 148e méridien correspond à une demi-circonférence terrestre, soit 20 003,932 km. Au niveau de l'équateur, il est distant du méridien de Greenwich de 16 475 km,.
Avec le 32e méridien ouest, il forme un grand cercle passant par les pôles géographiques terrestres.

### Régions traversées
En commençant par le pôle Nord et descendant vers le sud au pôle Sud, Le 148e méridien est passe par:
| Coordonnées           | Pays, territoire ou mer   | Notes |
| --------------------- | ------------------------- | --- |
| 90° 00′ N, 148° 00′ E | Océan Arctique            | |
| 76° 40′ N, 148° 00′ E | Mer de Sibérie orientale  | |
| 75° 24′ N, 148° 00′ E | Russie                    | République de Sakha — Île de Nouvelle-Sibérie |
| 74° 51′ N, 148° 00′ E | Mer de Sibérie orientale  | |
| 72° 19′ N, 148° 00′ E | Russie                    | République de Sakha Oblast de Magadan — à partir de 63° 56′ N, 148° 00′ E |
| 59° 23′ N, 148° 00′ E | Mer d'Okhotsk             | |
| 45° 20′ N, 148° 00′ E | Îles Kouriles             | île d'Iturup, administrée par la Russie (Oblast de Sakhaline) mais revendiquée par le Japon (Préfecture de Hokkaidō) |
| 45° 01′ N, 148° 00′ E | Océan Pacifique           | Passe juste à l'ouest de l'île Nauna, Papouasie-Nouvelle-Guinée (à 2° 12′ S, 148° 11′ E) Passe juste à l'est de l'île de Rambutyo, Papouasie-Nouvelle-Guinée (à 2° 17′ S, 147° 52′ E) Mer de Bismarck - Passe juste à l'ouest de l'île Sakar, Papouasie-Nouvelle-Guinée (à 5° 24′ S, 148° 03′ E) |
| 5° 33′ S, 148° 00′ E  | Papouasie-Nouvelle-Guinée | Île Umboi |
| 5° 50′ S, 148° 00′ E  | Mer des Salomon           | |
| 8° 04′ S, 148° 00′ E  | Papouasie-Nouvelle-Guinée | Île de Nouvelle-Guinée |
| 10° 09′ S, 148° 00′ E | Océan Pacifique           | Mer de Corail — passe par les Îles de la mer de Corail en Australie |
| 19° 55′ S, 148° 00′ E | Australie                 | Queensland Nouvelle-Galles-du-Sud — à partir de 29° 00′ S, 148° 00′ E Victoria — à partir de 36° 08′ S, 148° 00′ E |
| 37° 53′ S, 148° 00′ E | Océan Pacifique           | Mer de Tasman |
| 39° 38′ S, 148° 00′ E | Australie                 | Tasmanie — Île Outer Sister (en), Île Flinders, Long Island et Île du Cap Barren |
| 40° 25′ S, 148° 00′ E | Détroit de Bass           | Passe juste à l'ouest de l'Île Clarke, Tasmanie, Australie (à 40° 32′ S, 148° 05′ E) |
| 40° 45′ S, 148° 00′ E | Australie                 | Tasmanie |
| 42° 31′ S, 148° 00′ E | Océan Pacifique           | Mer de Tasman — passe juste à l'ouest de l'Île Maria, Tasmania, Australie (à 42° 39′ S, 148° 01′ E) |
| 43° 13′ S, 148° 00′ E | Australie                 | Tasmanie — Péninsule de Tasman |
| 43° 15′ S, 148° 00′ E | Océan Pacifique           | |
| 60° 00′ S, 148° 00′ E | Océan Austral             | |
| 67° 48′ S, 148° 00′ E | Antarctique               | Territoire antarctique australien, partie de l'Antarctique revendiqué par l' Australie |
| 68° 17′ S, 148° 00′ E | Océan Austral             | Baie de Buckley (Antarctique) (en) |
| 68° 25′ S, 148° 00′ E | Antarctique               | Territoire antarctique australien, partie de l'Antarctique revendiqué par l' Australie |